# Station Neue Schenke
Station Neue Schenke is een spoorwegstation in de Duitse plaats Jena. Het station werd in 1876 geopend.